# Datenkollision
Datenkollision nennt man in Rechnernetzen den unerwünschten Umstand, dass Daten verloren gehen, weil zwei Computer gleichzeitig über das gemeinsame Kommunikationsmedium senden. Die gesendeten Signale überlagern sich dabei im Medium, so dass beide Nachrichten nicht mehr zu entziffern sind. Da die Daten in Rechnernetzen meist in Datenpakete aufgeteilt werden, spricht man auch von Paketkollision.

## Kollisionsvermeidung
Die Vermeidung von Datenkollisionen ist eines der zentralen Anliegen in Rechnernetzen mit gemeinsamem Kommunikationsmedium. Der wichtigste Ansatz zur Vermeidung ist die Trägerprüfung (carrier sense), das heißt die Überprüfung vor dem Senden, ob das Medium wirklich frei ist. Ein bedeutendes Verfahren, das Trägerprüfung umsetzt, ist Carrier Sense Multiple Access.
Eine besondere Form der Trägerprüfung stellt Carrier Sense Multiple Access/Collision Detection (CSMA/CD) dar, das unter anderem im Ethernet zum Einsatz kommt. Die Prüfung findet hier nicht nur vor, sondern während des Sendens statt. Alle vernetzten Rechner hören das Medium ständig ab. Senden zufälligerweise zwei Computer zur selben Zeit, so dass es zur Datenkollision kommt, so sendet der Rechner, der die Kollision zuerst bemerkt, ein Jamming Signal aus. Die anderen Rechner erkennen das als Fehlermeldung und beginnen erst nach einer zufälligen Zeitspanne wieder zu senden.
In einigen Kombinationen von Netztopologie und Netzwerkprotokoll sind Kollisionen systematisch ausgeschlossen. So wird beispielsweise in einem Token Ring ein Token (engl. „Gutschein“) weitergereicht, der es seinem Besitzer als einzigem erlaubt, zu senden; dem Rechner wird gesprochen „das Wort erteilt“.

## Kollisionswahrscheinlichkeit
Je höher die Netzauslastung, das heißt je mehr Computer am Netz beteiligt sind und je öfter und länger diese senden wollen, desto höher ist ohne Vorsorgemaßnahmen auch die Wahrscheinlichkeit einer Datenkollision. Diese lässt sich mathematisch durch eine Wahrscheinlichkeitsrechnung bestimmen.